# The Voice of Germany/Staffel 8
Die achte Staffel der Gesangs-Castingshow The Voice of Germany wurde vom 18. Oktober bis zum 16. Dezember 2018 im Fernsehen ausgestrahlt. Sie wurde wie die drei vorangegangenen Staffeln Thore Schölermann und Lena Gercke moderiert. Zur Jury gehörten das Jurorenduo Smudo und Michi Beck von der Hip-Hop-Band Die Fantastischen Vier, die Sängerin und Schauspielerin Yvonne Catterfeld, der Sänger und Songwriter Mark Forster sowie erstmals der Sänger und Songwriter Michael Patrick Kelly. Sieger wurde Samuel Rösch aus der Coachinggruppe von Michael Patrick Kelly.

## Erste Phase: Die Blind Auditions
Im Februar und März 2018 wurden in mehreren deutschen Großstädten offene Castings zur achten Staffel veranstaltet, die jedoch nicht im Fernsehen gezeigt werden. Etwa 150 Bewerber, die sich in diesen „Scoutings“ qualifiziert hatten, erhielten eine Einladung zu den „Blind Auditions“. Diese wurden vom 1. bis 6. Juli 2018 im Studio Adlershof in Berlin aufgezeichnet und vom 18. Oktober bis 15. November 2018 in neun Fernsehsendungen auf den Fernsehsendern ProSieben und Sat.1 ausgestrahlt. Die Jury wählte 76 Kandidaten – davon 37 Frauen, 38 Männer und 1 Trio – in die zweite Phase, in die alle vier Coaches mit je 19 Teilnehmern einzogen.
Alle vier Jurystimmen erhielten die Kandidaten Alessandro Rütten, Matthias Nebel, Coby Grant, Giuliano De Stefano, Jeanie Celina Schultheiß, Sascha Coles, Bernarda Brunovic, Judith Jandl, Fabian Riaz, Clifford Dwenger, Shireen Nikolic, Igor Quennehen, Guido Goh, Kaye-Ree, Mark Agpas, Laura Neels, Juliane Götz, Mascha Winkels, Felicia Peters, Jélila Bouraoui, Debora Vater, Sinem Uraz und Dominik Hartz. Von diesen 23 entschieden sich 7 für Michi und Smudo, 6 für Michael Patrick Kelly, 6 für Mark Forster und 4 für Yvonne Catterfeld als Coach.
| Folge  | Die Coaches und ihre Kandidaten                                     | Die Coaches und ihre Kandidaten                  | Die Coaches und ihre Kandidaten                                    | Die Coaches und ihre Kandidaten                           |
| Folge  | Michael Patrick Kelly                                               | Michi und Smudo                                  | Yvonne Catterfeld                                                  | Mark Forster                                              |
| ------ | ------------------------------------------------------------------- | ------------------------------------------------ | ------------------------------------------------------------------ | --------------------------------------------------------- |
| 01     | Sümeyra Stahl Matthias Nebel Gaby Schwager                          | Alexander Eder Coby Grant                        | Nora Brandenburger                                                 | Alessandro Rütten                                         |
| 02     | Monica Lewis-Schmidt Ludmila Larusso Samuel Rösch Bernarda Brunovic | Jeanie Celina Schultheiß                         | Giuliano De Stefano Sascha Coles                                   | Misses Melaza                                             |
| 03     | Fabian Riaz                                                         | Seda Acar Clifford Dwenger Eros Atomus Isler     | James Smith Jr.                                                    | Judith Jandl Alexandre Heitz Melissa Muamba               |
| 04     | Guido Goh                                                           | Igor Quennehen Steffen Frommberger Lia Joham     | Shireen Nikolic Andreas Hauser                                     | Johannes Holfeld Diana Babalola John Alexander Garner III |
| 05     | Philipp von Unold                                                   | Kathrin Eftekhari („Kaye-Ree“) Eun Chae Rhee     | Benjamin Dolic                                                     | Kira Mesterheide Damiano Maiolini Mark Agpas              |
| 06     | Laura Neels Liam Blaney                                             | Sebastian Stipp Kinga Noémi Balla Mascha Winkels | Juliane Götz Linda Alkhodor Flavio Baltermia                       | Jessica Schaffler                                         |
| 07     | Amanda Lena Jakucs Lena Rotermund Jélila Bouraoui                   | Felicia Peters Karina Klüber                     | Florian Alexander Kurz Abdullah Azad                               | Rahel Maas                                                |
| 08     | Taylor Shore Maria Pasqua Casti                                     | Fabrice Richter-Reichhelm                        | Chantal Dorn Luka Nozza Hugo Gonzalez Morales                      | Debora Vater Lars Kamphausen Sinem Uraz                   |
| 09     | Samuele Di Dio Mario Geckeler                                       | Cem Kücük Malin Lewis                            | Doriane Kamdem Mabou Patrice Gerlach Mattis Laustroer Stefan Celar | Dominik Hartz Felicitas Mayer Penni Jo Blatterman         |
| Gesamt | 19                                                                  | 19                                               | 19                                                                 | 19                                                        |

## Zweite Phase: Die Battle Round
Die Battle Round wurde vom 29. bis zum 31. August 2018 in Berlin aufgezeichnet und vom 18. bis zum 29. November 2018 in vier Fernsehsendungen ausgestrahlt.
In Mark Forsters Gruppe trugen 18 Kandidaten neun Eins-gegen-Eins-Duelle aus; sein Kandidat Mark Agpas konnte aus gesundheitlichen Gründen nicht am geplanten Dreier-Battle teilnehmen, er erhielt jedoch eine Wildcard für die zukünftige neunte Staffel. In den anderen drei Gruppen trugen die 19 Kandidaten jeweils acht Eins-gegen-Eins-Duelle und ein Dreier-Battle aus. Der jeweilige Coach wählte einen Teilnehmer jedes Battles direkt in die nächste Phase. Wie in der dritten bis siebten Staffel konnten die anderen Juroren jeweils einen unterlegenen Battle-Kandidaten übernehmen (Steal Deal), so dass alle vier Coachinggruppen mit zehn Teilnehmern in die nächste Phase gingen. Zum ersten Mal qualifizierte sich ein Trio für die dritte Phase, da Mark Forster Misses Melaza in die Sing Offs mitnahm.
| Folge | Coach                 | Battle | Direkt weitergewählter Kandidat | Song                                                       | Unterlegener Kandidat     | Unterlegener Kandidat     | Neuer Coach des unterlegenen Kandidaten |
| ----- | --------------------- | ------ | ------------------------------- | ---------------------------------------------------------- | ------------------------- | ------------------------- | --------------------------------------- |
| 10    | Mark Forster          | 1      | Alessandro Rütten               | Dusk Till Dawn von Zayn feat. Sia                          | Judith Jandl              | Judith Jandl              | —                                       |
| 10    | Yvonne Catterfeld     | 2      | Giuliano De Stefano             | Me and Mrs. Jones von Billy Paul                           | Chantal Dorn              | Chantal Dorn              | Michael Patrick Kelly                   |
| 10    | Michael Patrick Kelly | 3      | Matthias Nebel                  | Spoonman von Soundgarden                                   | Taylor Shore              | Taylor Shore              | —                                       |
| 10    | Mark Forster          | 4      | Rahel Maas                      | Freiheit von Marius Müller-Westernhagen                    | Johannes Holfeld          | Johannes Holfeld          | —                                       |
| 10    | Yvonne Catterfeld     | 5      | Nora Brandenburger              | One Last Time von Ariana Grande                            | Shireen Nikolic           | Shireen Nikolic           | —                                       |
| 10    | Michi und Smudo       | 6      | Alexander Eder                  | In the Ghetto von Elvis Presley                            | Karina Klüber             | Karina Klüber             | —                                       |
| 10    | Michael Patrick Kelly | 7      | Bernarda Brunovic               | Rolling in the Deep von Adele                              | Laura Neels               | Laura Neels               | Mark Forster                            |
| 11    | Michi und Smudo       | 8      | Eun Chae Rhee                   | What You Waiting For? von Gwen Stefani                     | Kinga Noémi Balla         | Kinga Noémi Balla         | —                                       |
| 11    | Yvonne Catterfeld     | 9      | Flavio Baltermia                | I’m Not the Only One von Sam Smith                         | Juliane Götz              | Juliane Götz              | —                                       |
| 11    | Mark Forster          | 10     | Kira Mesterheide                | Beat It von Michael Jackson                                | Debora Vater              | Debora Vater              | —                                       |
| 11    | Michael Patrick Kelly | 11     | Liam Blaney                     | Down By the Sally Gardens von Loreena McKennitt            | Gaby Schwager             | Gaby Schwager             | —                                       |
| 11    | Michi und Smudo       | 12     | Kaye-Ree                        | Tears Dry on Their Own von Amy Winehouse                   | Malin Lewis               | Malin Lewis               | Yvonne Catterfeld                       |
| 11    | Mark Forster          | 13     | Dominik Hartz                   | Alles ist jetzt von Bosse                                  | Lars Kamphausen           | Lars Kamphausen           | —                                       |
| 11    | Michael Patrick Kelly | 14     | Maria Pasqua Casti              | Whatever You Want von Pink                                 | Amanda Lena Jakucs        | Lena Rotermund            | —                                       |
| 11    | Yvonne Catterfeld     | 15     | James Smith Jr.                 | Us von James Bay und Alicia Keys                           | Doriane Kamdem Mabou      | Doriane Kamdem Mabou      | —                                       |
| 11    | Michael Patrick Kelly | 16     | Monica Lewis-Schmidt            | Happy von Pharrell Williams                                | Samuele Di Dio            | Samuele Di Dio            | —                                       |
| 11    | Mark Forster          | 17     | Jessica Schaffler               | Yesterday von The Beatles                                  | Penni Jo Blatterman       | Penni Jo Blatterman       | —                                       |
| 12    | Michi und Smudo       | 18     | Eros Atomus Isler               | Riptide von Vance Joy                                      | Steffen Frommberger       | Steffen Frommberger       | —                                       |
| 12    | Mark Forster          | 19     | Diana Babalola                  | Genius von LSD                                             | John Alexander Garner III | John Alexander Garner III | —                                       |
| 12    | Michael Patrick Kelly | 20     | Ludmila Larusso                 | Perfect Symphony von Ed Sheeran und Andrea Bocelli         | Philipp von Unold         | Philipp von Unold         | —                                       |
| 12    | Yvonne Catterfeld     | 21     | Linda Alkhodor                  | Nobody’s Perfect von Jessie J                              | Abdullah Azad             | Abdullah Azad             | —                                       |
| 12    | Michi und Smudo       | 22     | Clifford Dwenger                | Firebreather von Macklemore feat. Reignwolf                | Igor Quennehen            | Felicia Peters            | —                                       |
| 12    | Mark Forster          | 23     | Felicitas Mayer                 | Unter meiner Haut von Elif                                 | Sinem Uraz                | Sinem Uraz                | —                                       |
| 12    | Yvonne Catterfeld     | 24     | Benjamin Dolic                  | Cry Me a River von Justin Timberlake                       | Stefan Celar              | Stefan Celar              | —                                       |
| 12    | Michael Patrick Kelly | 25     | Guido Goh                       | In the Air Tonight von Phil Collins                        | Jélila Bouraoui           | Jélila Bouraoui           | —                                       |
| 12    | Yvonne Catterfeld     | 26     | Andreas Hauser                  | Schwarz zu blau von Peter Fox                              | Sascha Coles              | Sascha Coles              | Michi und Smudo                         |
| 13    | Michi und Smudo       | 27     | Lia Joham                       | Ex’s & Oh’s von Elle King                                  | Mascha Winkels            | Mascha Winkels            | —                                       |
| 13    | Mark Forster          | 28     | Damiano Maiolini                | Don’t Give Up von Peter Gabriel und Kate Bush              | Melissa Muamba            | Melissa Muamba            | —                                       |
| 13    | Yvonne Catterfeld     | 29     | Hugo Gonzalez Morales           | Take Me to Church von Hozier                               | Luka Nozza                | Luka Nozza                | —                                       |
| 13    | Michael Patrick Kelly | 30     | Samuel Rösch                    | Still von Jupiter Jones                                    | Fabian Riaz               | Fabian Riaz               | —                                       |
| 13    | Michi und Smudo       | 31     | Jeanie Celina Schultheiß        | Milkshake von Kelis                                        | Seda Acar                 | Seda Acar                 | —                                       |
| 13    | Yvonne Catterfeld     | 32     | Patrice Gerlach                 | Ich will noch nicht nach Hause von Johannes Oerding        | Florian Alexander Kurz    | Mattis Laustroer          | —                                       |
| 13    | Michi und Smudo       | 33     | Coby Grant                      | Something Just Like This von The Chainsmokers und Coldplay | Cem Kücük                 | Cem Kücük                 | —                                       |
| 13    | Michael Patrick Kelly | 34     | Sümeyra Stahl                   | Youngblood von 5 Seconds of Summer                         | Mario Geckeler            | Mario Geckeler            | —                                       |
| 13    | Michi und Smudo       | 35     | Fabrice Richter-Reichhelm       | Cello von Udo Lindenberg                                   | Sebastian Stipp           | Sebastian Stipp           | —                                       |
| 13    | Mark Forster          | 36     | Misses Melaza                   | La cintura von Álvaro Soler                                | Alexandre Heitz           | Alexandre Heitz           | —                                       |

| Die Coaches und ihre Kandidaten nach den Battles | Die Coaches und ihre Kandidaten nach den Battles | Die Coaches und ihre Kandidaten nach den Battles | Die Coaches und ihre Kandidaten nach den Battles |
| Michael Patrick Kelly | Michi und Smudo | Yvonne Catterfeld | Mark Forster |
| --- | --- | --- | --- |
| Chantal Dorn Matthias Nebel Bernarda Brunovic Liam Blaney Maria Pasqua Casti Monica Lewis-Schmidt Ludmila Larusso Guido Goh Samuel Rösch Sümeyra Stahl | Alexander Eder Eun Chae Rhee Kaye-Ree Eros Atomus Isler Clifford Dwenger Sascha Coles Lia Joham Jeanie Celina Schultheiß Coby Grant Fabrice Richter-Reichhelm | Giuliano De Stefano Nora Brandenburger Flavio Baltermia Malin Lewis James Smith Jr. Linda Alkhodor Benjamin Dolic Andreas Hauser Hugo Gonzalez Morales Patrice Gerlach | Alessandro Rütten Rahel Maas Kira Mesterheide Laura Neels Dominik Hartz Jessica Schaffler Diana Babalola Felicitas Mayer Damiano Maiolini Misses Melaza |
| 10 (9+1) | 10 (9+1) | 10 (9+1) | 10 (9+1) |

## Dritte Phase: Sing Off
Die dritte Phase, wie in Staffel 6 und 7 „Sing Off“ genannt, wurde am 27. und 28. September 2018 in Berlin aufgezeichnet und in zwei Fernsehsendungen am 2. und 6. Dezember 2018 ausgestrahlt. In der Vorbereitung wurden Michis und Smudos Kandidaten von Jess Glynne, Mark Forsters Teilnehmer von Dua Lipa, Michael Patrick Kellys Kandidaten von Olly Murs und Yvonne Catterfelds Schützlinge von Josh Groban unterstützt. Im Sing Off trug jeder der 40 verbliebenen Teilnehmer ein Lied vor; jeder Coach wählte drei seiner zehn Kandidaten für die Liveshow-Phase aus. Von den zwölf Liveshowteilnehmern hatten vier in den Blind Auditions alle vier Jurystimmen erhalten, nämlich Coby Grant, Clifford Dwenger, Matthias Nebel und Bernarda Brunovic.
| Folge | Coach                 | Auftritt | Kandidat                  | Song                                                           |
| ----- | --------------------- | -------- | ------------------------- | -------------------------------------------------------------- |
| 14    | Michi und Smudo       | 1        | Lia Joham                 | Believer von Imagine Dragons                                   |
| 14    | Michi und Smudo       | 2        | Alexander Eder            | Ring of Fire von Johnny Cash                                   |
| 14    | Michi und Smudo       | 3        | Kaye-Ree                  | Grenade von Bruno Mars                                         |
| 14    | Michi und Smudo       | 4        | Fabrice Richter-Reichhelm | Keinen Zentimeter von Clueso                                   |
| 14    | Michi und Smudo       | 5        | Eun Chae Rhee             | Toxic von Britney Spears                                       |
| 14    | Michi und Smudo       | 6        | Eros Atomus Isler         | Roxanne von The Police                                         |
| 14    | Michi und Smudo       | 7        | Jeanie Celina Schultheiß  | Genie in a Bottle von Christina Aguilera                       |
| 14    | Michi und Smudo       | 8        | Sascha Coles              | Breaking the Habit von Linkin Park                             |
| 14    | Michi und Smudo       | 9        | Coby Grant                | I Wanna Dance with Somebody (Who Loves Me) von Whitney Houston |
| 14    | Michi und Smudo       | 10       | Clifford Dwenger          | Niggas in Paris von Jay-Z und Kanye West                       |
| 14    | Mark Forster          | 11       | Alessandro Rütten         | Hotter than Hell von Dua Lipa                                  |
| 14    | Mark Forster          | 12       | Kira Mesterheide          | Jealous von Labrinth                                           |
| 14    | Mark Forster          | 13       | Dominik Hartz             | Bye Bye von Cro                                                |
| 14    | Mark Forster          | 14       | Jessica Schaffler         | Human von Christina Perri                                      |
| 14    | Mark Forster          | 15       | Laura Neels               | Don’t Leave Me Alone von David Guetta feat. Anne-Marie         |
| 14    | Mark Forster          | 16       | Rahel Maas                | Zu Dir von LEA                                                 |
| 14    | Mark Forster          | 17       | Damiano Maiolini          | She Said von Plan B                                            |
| 14    | Mark Forster          | 18       | Diana Babalola            | Nutbush City Limits von Ike & Tina Turner                      |
| 14    | Mark Forster          | 19       | Felicitas Mayer           | If I Wasn’t Your Daughter von Lena                             |
| 14    | Mark Forster          | 20       | Misses Melaza             | Despacito von Luis Fonsi feat. Daddy Yankee                    |
| 15    | Michael Patrick Kelly | 21       | Guido Goh                 | With or Without You von U2                                     |
| 15    | Michael Patrick Kelly | 22       | Maria Pasqua Casti        | Happy Now von Zedd und Elley Duhé                              |
| 15    | Michael Patrick Kelly | 23       | Monica Lewis-Schmidt      | Ain’t Nobody von Rufus und Chaka Khan                          |
| 15    | Michael Patrick Kelly | 24       | Liam Blaney               | Shotgun von George Ezra                                        |
| 15    | Michael Patrick Kelly | 25       | Ludmila Larusso           | Who Wants to Live Forever von Queen                            |
| 15    | Michael Patrick Kelly | 26       | Samuel Rösch              | Auf anderen Wegen von Andreas Bourani                          |
| 15    | Michael Patrick Kelly | 27       | Sümeyra Stahl             | No Roots von Alice Merton                                      |
| 15    | Michael Patrick Kelly | 28       | Matthias Nebel            | Breakeven von The Script                                       |
| 15    | Michael Patrick Kelly | 29       | Chantal Dorn              | Lovesong von The Cure                                          |
| 15    | Michael Patrick Kelly | 30       | Bernarda Brunovic         | Lady Marmalade von Patti LaBelle                               |
| 15    | Yvonne Catterfeld     | 31       | Giuliano De Stefano       | It’s a Man’s Man’s Man’s World von James Brown                 |
| 15    | Yvonne Catterfeld     | 32       | Patrice Gerlach           | Bubbly von Colbie Caillat                                      |
| 15    | Yvonne Catterfeld     | 33       | Linda Alkhodor            | Tell Me You Love Me von Demi Lovato                            |
| 15    | Yvonne Catterfeld     | 34       | James Smith Jr.           | Earned It von The Weeknd                                       |
| 15    | Yvonne Catterfeld     | 35       | Flavio Baltermia          | I’m All Over It von Jamie Cullum                               |
| 15    | Yvonne Catterfeld     | 36       | Malin Lewis               | Brand New Me von Alicia Keys                                   |
| 15    | Yvonne Catterfeld     | 37       | Andreas Hauser            | Summer Is a Curse von The Faim                                 |
| 15    | Yvonne Catterfeld     | 38       | Benjamin Dolic            | Stay von Rihanna feat. Mikky Ekko                              |
| 15    | Yvonne Catterfeld     | 39       | Hugo Gonzalez Morales     | XO von Beyoncé                                                 |
| 15    | Yvonne Catterfeld     | 40       | Nora Brandenburger        | When We Were Young von Adele                                   |

## Vierte Phase: Die Liveshows
Wie in Staffel 6 und 7 fanden zwei Livesendungen statt, und zwar am 9. und 16. Dezember 2018 in Berlin. Wie in Staffel 5, 6 und 7 verteilten die Coaches keine Prozentpunkte, sondern alle Entscheidungen fielen per Televoting durch die Zuschauer.

### Erste Liveshow (Halbfinale)
In der ersten Liveshow am 9. Dezember 2018 kamen vier der zwölf Kandidaten weiter: In jeder Coachinggruppe trugen die drei Teilnehmer hintereinander ein Lied vor, wonach die Zuschauer per Televoting einen von ihnen ins Finale wählten. Alle vier Finalisten hatten in den Blind Auditions jeweils nur zwei Jurystimmen erhalten.
Rita Ora führte gemeinsam mit den zwölf Kandidaten ihren aktuellen Song Let You Love Me auf.
| Coach                 | Auftritt | Kandidat          | Song                                                    | Televoting |
| --------------------- | -------- | ----------------- | ------------------------------------------------------- | ---------- |
| Mark Forster          | 1        | Diana Babalola    | Crazy von Aerosmith                                     | 16,7 %     |
| Mark Forster          | 2        | Rahel Maas        | Schön genug von Lina Maly                               | 27,2 %     |
| Mark Forster          | 3        | Jessica Schaffler | Head Above Water von Avril Lavigne                      | 56,1 %     |
| Michi und Smudo       | 4        | Eros Atomus Isler | Another Love von Tom Odell                              | 37,6 %     |
| Michi und Smudo       | 5        | Clifford Dwenger  | California Love von 2Pac feat. Dr. Dre & Roger Troutman | 31,0 %     |
| Michi und Smudo       | 6        | Coby Grant        | Let It Go von James Bay                                 | 31,4 %     |
| Yvonne Catterfeld     | 7        | James Smith Jr.   | Summer Love von Justin Timberlake                       | 09,9 %     |
| Yvonne Catterfeld     | 8        | Linda Alkhodor    | Scars to Your Beautiful von Alessia Cara                | 31,6 %     |
| Yvonne Catterfeld     | 9        | Benjamin Dolic    | Can’t Help Falling in Love von Elvis Presley            | 58,5 %     |
| Michael Patrick Kelly | 10       | Matthias Nebel    | Wrecking Ball von Miley Cyrus                           | 19,8 %     |
| Michael Patrick Kelly | 11       | Samuel Rösch      | Der Weg von Herbert Grönemeyer                          | 47,0 %     |
| Michael Patrick Kelly | 12       | Bernarda Brunovic | Free Your Mind von En Vogue                             | 33,2 %     |

### Zweite Liveshow (Finale)
Die zweite Liveshow, das Finale, fand am 16. Dezember 2018 statt. Jeder Finalteilnehmer trug einen Song vor, sang außerdem ein Duett mit seinem Coach und ein weiteres Duett mit einem Gastkünstler: Jessica Schaffler sang mit Tom Odell, Benjamin Dolic mit Zara Larsson, Samuel Rösch mit Lukas Graham, Eros Atomus Isler mit Jess Glynne. Zu Beginn der Sendung sang Olly Murs mit den vier Kandidaten zusammen ein Medley seiner Hits. Später in der Sendung trug Herbert Grönemeyer seinen aktuellen Song Mein Lebensstrahlen vor.
Zum Sieger wurde Samuel Rösch gewählt, er erhielt in der Televoting-Abstimmung über die vier Kandidaten ein Ergebnis von knapp 55 Prozent.
| Rang | Coach                 | Kandidat          | Songs                    | Songs                                                | Televoting |
| ---- | --------------------- | ----------------- | ------------------------ | ---------------------------------------------------- | ---------- |
| 1    | Michael Patrick Kelly | Samuel Rösch      | Coverversion             | In diesem Moment von Roger Cicero                    | 54,89 %    |
| 1    | Michael Patrick Kelly | Samuel Rösch      | Duett mit Coach          | Auf uns von Andreas Bourani                          | 54,89 %    |
| 1    | Michael Patrick Kelly | Samuel Rösch      | Duett mit Gastkünstler   | Love Someone von Lukas Graham                        | 54,89 %    |
|      |                       |                   |                          |                                                      |            |
| 2    | Yvonne Catterfeld     | Benjamin Dolic    | Coverversion             | She’s Out of My Life von Michael Jackson             | 16,60 %    |
| 2    | Yvonne Catterfeld     | Benjamin Dolic    | Duett mit Coach          | Creep von Radiohead                                  | 16,60 %    |
| 2    | Yvonne Catterfeld     | Benjamin Dolic    | Duett mit Gastkünstlerin | Ruin My Life von Zara Larsson                        | 16,60 %    |
|      |                       |                   |                          |                                                      |            |
| 3    | Mark Forster          | Jessica Schaffler | Coverversion             | A Million Dreams von Pink                            | 14,99 %    |
| 3    | Mark Forster          | Jessica Schaffler | Duett mit Coach          | Einmal von Mark Forster                              | 14,99 %    |
| 3    | Mark Forster          | Jessica Schaffler | Duett mit Gastkünstler   | Half As Good As You von Tom Odell                    | 14,99 %    |
|      |                       |                   |                          |                                                      |            |
| 4    | Michi und Smudo       | Eros Atomus Isler | Coverversion             | Fly Me to the Moon von Frank Sinatra                 | 13,52 %    |
| 4    | Michi und Smudo       | Eros Atomus Isler | Duett mit Coach          | Zusammen von Die Fantastischen Vier featuring Clueso | 13,52 %    |
| 4    | Michi und Smudo       | Eros Atomus Isler | Duett mit Gastkünstlerin | Thursday von Jess Glynne                             | 13,52 %    |

## Digitale Vermarktung
Zu Beginn dieser Staffel kündigte ProSiebenSat.1 TV Deutschland an, sein digitales Angebot deutlich zu erweitern. So wurden auf der Sendungshomepage Previews einiger Auftritte, Akustikversionen oder Kurzvideos über Kandidaten publiziert, außerdem Making-ofs, worin die Coaches bei den Drehaufnahmen begleitet wurden. Nach jeder Sendung wurde eine Podcast-Folge veröffentlicht, in dem der Galileo-Moderator Maurice Gajda zusammen mit Jamie-Lee Kriewitz, der The Voice of Germany-Gewinnerin aus Staffel 5, und Jan van der Toorn, einem niederländischen Musikproduzenten, über die Auftritte sprachen.
Im Social-Media-Bereich nutzte man die bekannten Kommunikationsplattformen wie Twitter, Facebook und Instagram. Der YouTube-Kanal der Castingshow hatte in den letzten 30 Tagen über 21 Millionen Aufrufe (Stand 18. Dezember 2018), das meistgesehene Video dieser Staffel war der Auftritt von Matthias Nebel in den Blind Auditions, das bis zum Zeitpunkt des Finales über 6 Millionen Mal angesehen wurde. Auch Influencer-Marketing erzeugte eine große Reichweite der Castingshow, so publizierten besonders die Moderatoren, Coaches und deren Kandidaten Postings und Videos. Vor allem die Interaktionen zur Castingshow ermöglichte dem Sender ProSieben einen Zuwachs um 36 Prozent, so dass dieser im Kalendermonat November 2018 Platz 10 im Social-Media-Ranking erreichte.

## Einschaltquoten
| Folge | Sendung         | Sender    | Datum                 | Zuschauer | Zuschauer       | Marktanteil | Marktanteil     | Quelle |
| Folge | Sendung         | Sender    | Datum                 | Gesamt    | 14 bis 49 Jahre | Gesamt      | 14 bis 49 Jahre | Quelle |
| ----- | --------------- | --------- | --------------------- | --------- | --------------- | ----------- | --------------- | ------ |
| 01    | Blind Auditions | ProSieben | Do, 18. Oktober 2018  | 3,23 Mio. | 1,88 Mio.       | 11,3 %      | 20,4 %          | [ 9 ]  |
| 02    | Blind Auditions | Sat.1     | So, 21. Oktober 2018  | 3,52 Mio. | 1,98 Mio.       | 11,0 %      | 18,3 %          | [ 10 ] |
| 03    | Blind Auditions | ProSieben | Do, 25. Oktober 2018  | 3,24 Mio. | 1,83 Mio.       | 11,1 %      | 19,3 %          | [ 11 ] |
| 04    | Blind Auditions | Sat.1     | So, 28. Oktober 2018  | 3,35 Mio. | 1,86 Mio.       | 10,3 %      | 16,9 %          | [ 12 ] |
| 05    | Blind Auditions | ProSieben | Do, 1. November 2018  | 3,70 Mio. | 2,08 Mio.       | 12,2 %      | 21,6 %          | [ 13 ] |
| 06    | Blind Auditions | Sat.1     | So, 4. November 2018  | 3,46 Mio. | 1,97 Mio.       | 11,0 %      | 18,3 %          | [ 14 ] |
| 07    | Blind Auditions | ProSieben | Do, 8. November 2018  | 3,28 Mio. | 1,94 Mio.       | 11,5 %      | 21,0 %          | [ 15 ] |
| 08    | Blind Auditions | Sat.1     | So, 11. November 2018 | 3,07 Mio. | 1,66 Mio.       | 9,8 %       | 15,8 %          | [ 16 ] |
| 09    | Blind Auditions | ProSieben | Do, 15. November 2018 | 2,95 Mio. | 1,77 Mio.       | 10,7 %      | 20,2 %          | [ 17 ] |
| 10    | Battle Round    | Sat.1     | So, 18. November 2018 | 2,97 Mio. | 1,65 Mio.       | 9,2 %       | 15,2 %          | [ 12 ] |
| 11    | Battle Round    | ProSieben | Do, 22. November 2018 | 2,51 Mio. | 1,47 Mio.       | 9,0 %       | 16,4 %          | [ 18 ] |
| 12    | Battle Round    | Sat.1     | So, 25. November 2018 | 2,47 Mio. | 1,34 Mio.       | 7,7 %       | 12,2 %          | [ 19 ] |
| 13    | Battle Round    | ProSieben | Do, 29. November 2018 | 2,59 Mio. | 1,35 Mio.       | 9,8 %       | 16,3 %          | [ 20 ] |
| 14    | Sing Off        | Sat.1     | So, 2. Dezember 2018  | 2,19 Mio. | 1,14 Mio.       | 7,3 %       | 10,9 %          | [ 21 ] |
| 15    | Sing Off        | ProSieben | Do, 6. Dezember 2018  | 2,49 Mio. | 1,32 Mio.       | 9,4 %       | 15,8 %          | [ 22 ] |
| 16    | Liveshow        | Sat.1     | So, 9. Dezember 2018  | 2,37 Mio. | 1,15 Mio.       | 7,8 %       | 11,6 %          | [ 23 ] |
| 17    | Liveshow        | Sat.1     | So, 16. Dezember 2018 | 2,54 Mio. | 1,17 Mio.       | 8,6 %       | 11,6 %          | [ 24 ] |